# Parque Nacional de Marmaris
O Parque Nacional de Marmaris (em turco:  Marmaris Milli Parkı), estabelecido no dia 8 de março de 1996, é um parque nacional no sudoeste da Turquia. O parque nacional está localizado em Köyceğiz e Marmaris, na província de Muğla.
Cobre uma área de 292,016 ha (721,590 acres).